# Derrycarna
Derrycarna (irisch: Doire Chearnaigh) ist eine Gemarkung (Townland) im Süden der irischen Grafschaft Kerry.
Das Townland Derrycarna gehört zur Baronie Dunkerron North, zur Civil Parish Knockane innerhalb des Killarney Municipal Districts und zum Wahlkreis Dunloe (Dunloe Electoral Division).

## Lage
Derrycarne liegt im Südosten der Macgillycuddy’s Reeks, 18 Kilometer südwestlich der Innenstadt von Killarney unmittelbar westlich an den Killarney-Nationalpark angrenzend. Das Townland gehört zu den am höchsten gelegenen Orten Irlands.
Benachbarte Townlands sind (im Uhrzeigersinn, von Osten beginnend) Alohart, Coolcummisk, Derrygarriv, Derrylooscaunagh, Dunloe Upper, Cloghernoosh und Mauilios.
Das Townland Derrycarna im Black Valley oder Cummeenduff genannt (aus dem Irischen: Com Uí Dhuibh, was „Schwarzes Hochtal“ bedeutet) wird von Bergen flankiert, die zu den höchsten Irlands zählen (Cnoc na Péiste 985 m, The Big Gun 940 m, Cruach Mhór 931 m im Nordosten, Cnoc an Bhráca 731 m im Norden, Cnoc na dTarbh 655 m im Nordosten sowie Drishana 464 m im Osten). Das Black Valley wird durch den Gearhameen River in Richtung Osten entwässert. Entlang dieses Flusses verläuft die Regionalstraße R 568, die das Townland Derrycarna erschließt. Zwischen den Berggipfeln und dem Talboden des Flusses Gearhameen River breiten sich teilweise unwegsame Geröllhalden mit eingestreutem spärlichen Gras- und Strauchbewuchs aus, das ganzjährig von Schafen beweidet wird. Der Gearhameen River markiert die südliche Gemarkungsgrenze von Derrycarna. Unmittelbar östlich des Townlands entspringt am Nordende des Gebirgspasses Head of the Gap of Dunloe der River Lae, der nach Norden abfließend, eine tiefe Schlucht ausgewaschen hat, die so genannte Gap of Dunloe (Lücke von Dunloe), der ein ebenfalls beliebter Wander- und Radweg folgt.
Sieben Kilometer südlich von Derrycarna besteht ein Anschluss an die Nationalstraße N 71 (Teil des Ring of Kerry).
Derrycarna hat keine dörflichen Siedlungsstrukturen und allenfalls saisonal Einwohner. Zu den wenigen festen Gebäuden zählen die Kirche Lady of the Valley, der Flachbau der Grundschule (Black Valley National School), die Gastwirtschaften Black Valley Hostel und Eagles Lodge sowie eine alte, teilweise verfallene Farm mit Scheunen, Schuppen und Ställen.

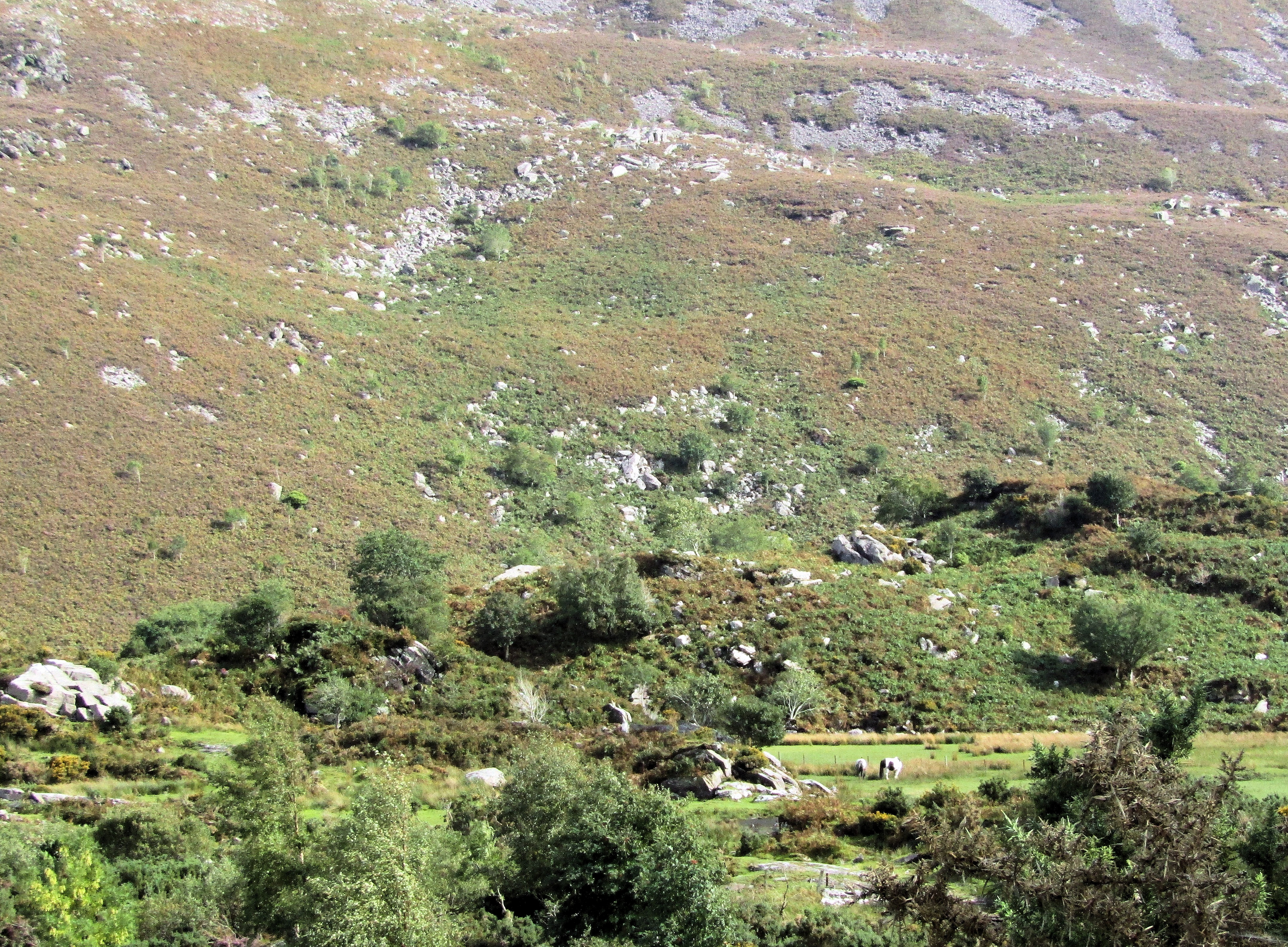
Derrycarna townland
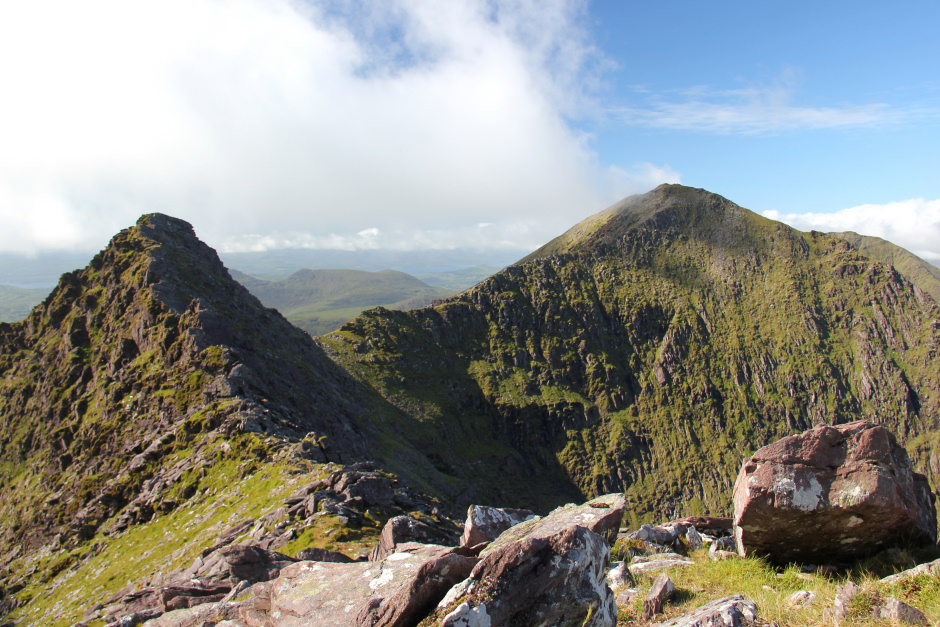
Der 940 m hohe Big Gun (links) und der 985 m hohe Cnoc na Péiste (rechts)
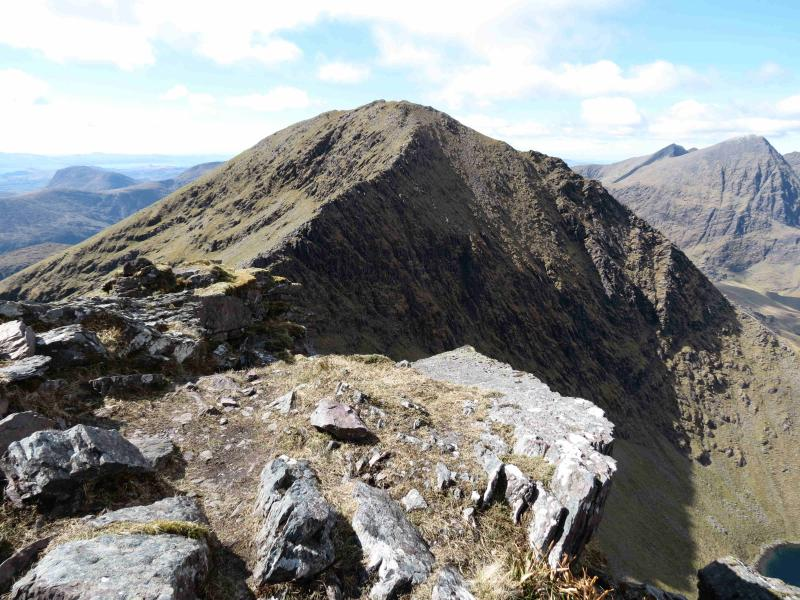
Der Cnoc na Péiste vom Gipfel des Big Gun aus gesehen
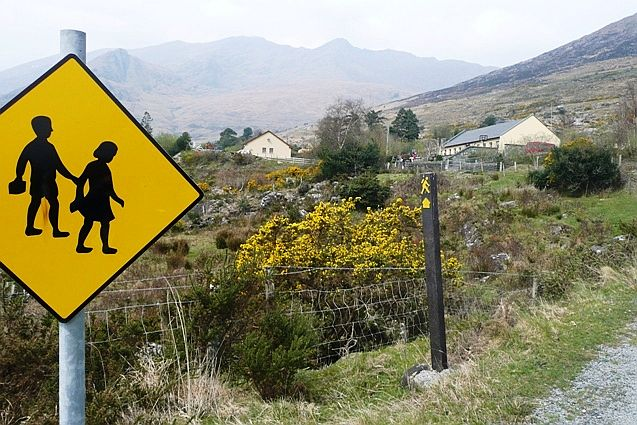
Black Valley National School
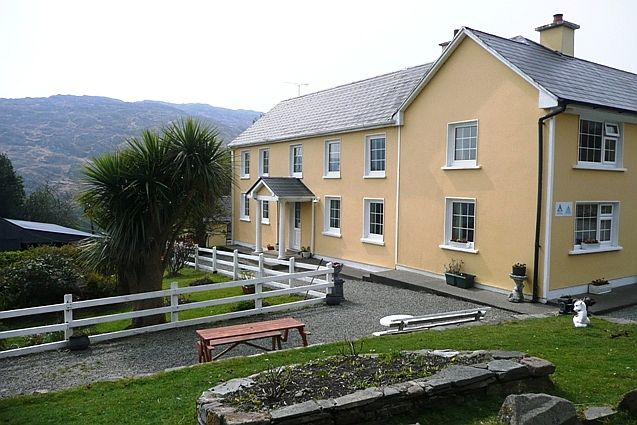
Black Valley Hostel

## Etymologie
Das Townland Derrycarna tauchte erstmals 1711 unter dem Namen Derrykerny auf. Weitere Schreibweisen waren East und West Derrycarney (1827), erstmals Derrycarna und das irische Doire Chearnaigh bzw. Doire Chearna (1841), Doire Uí Cheárna bzw. Doire Chearnaigh (1955) und schließlich Doire Chearna im Jahr 1978. Das irische Wort Doire kann mit (Eichen-)Wald, Hain oder Dickicht übersetzt werden.

## Sehenswürdigkeiten

### Black Valley
Das Black Valley (irisch Com Uí Dhuibh) ist ein in Westsüdwest-Ostnordost-Richtung verlaufendes Trogtal zwischen den Macgillycuddy’s Reeks im Norden und dem Hauptkamm der Berge der Halbinsel Iveragh im Süden. Das Black Valley gilt als einer der letzten Landstriche Irlands, der aufgrund seiner Abgelegenheit erst im Jahr 1976 an das Strom- und Telefonnetz angeschlossen wurde. Erst nach 2005 gab es hier erste Ansätze eines Mobilfunknetzes. Das Black Valley ist ein von Touristen stark frequentiertes Gebiet, beliebt vor allem bei Bergwanderern und Radfahrern.

### Kirche
Die Kirche „Our Lady of the Valley“ (Unsere Frau vom Tal) ist ein kleines katholisches Gotteshaus im äußersten Südosten des Townlands Derrycarna. Sie wurde im Jahr 1955 errichtet und geweiht.

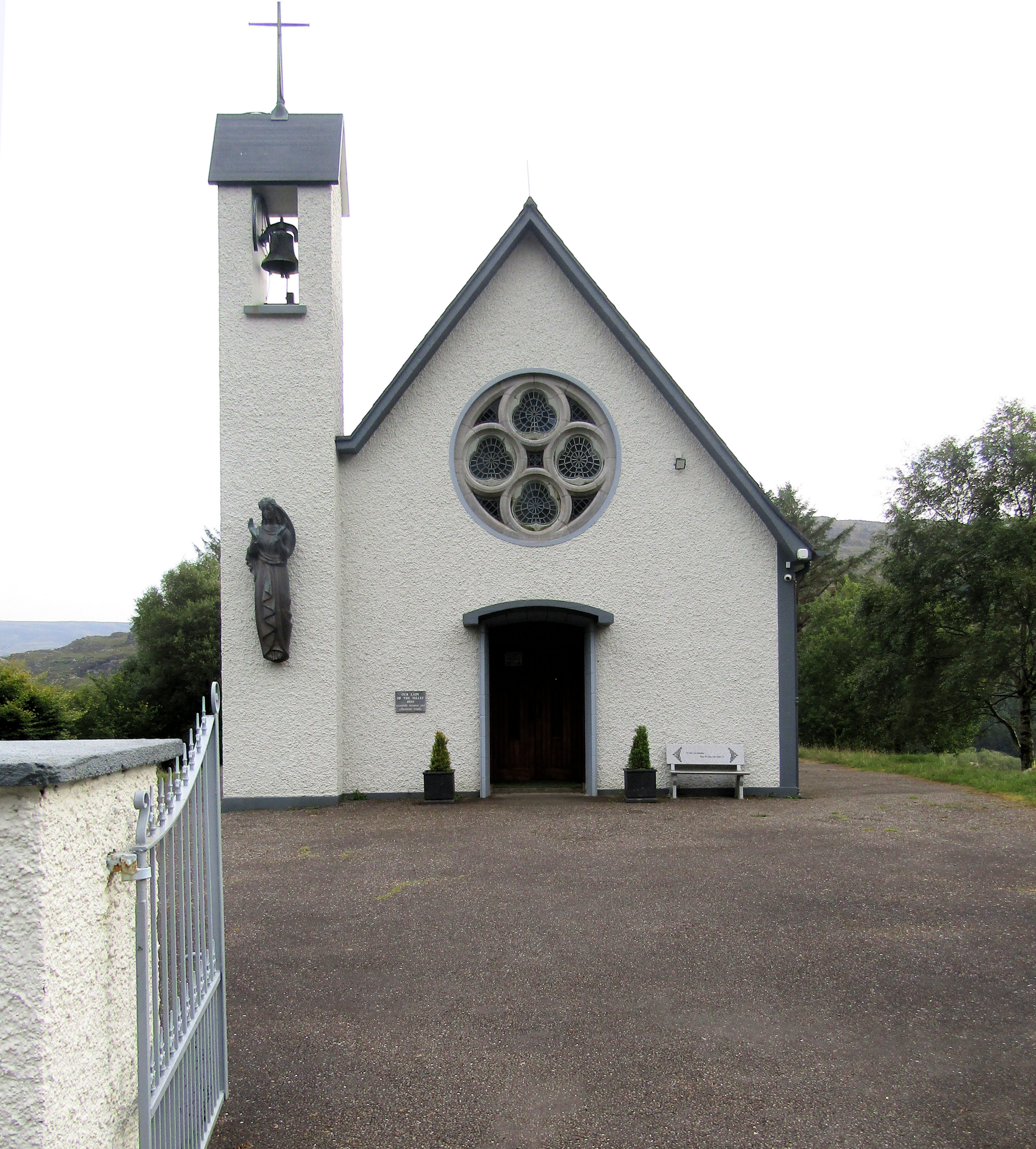
Nordseite
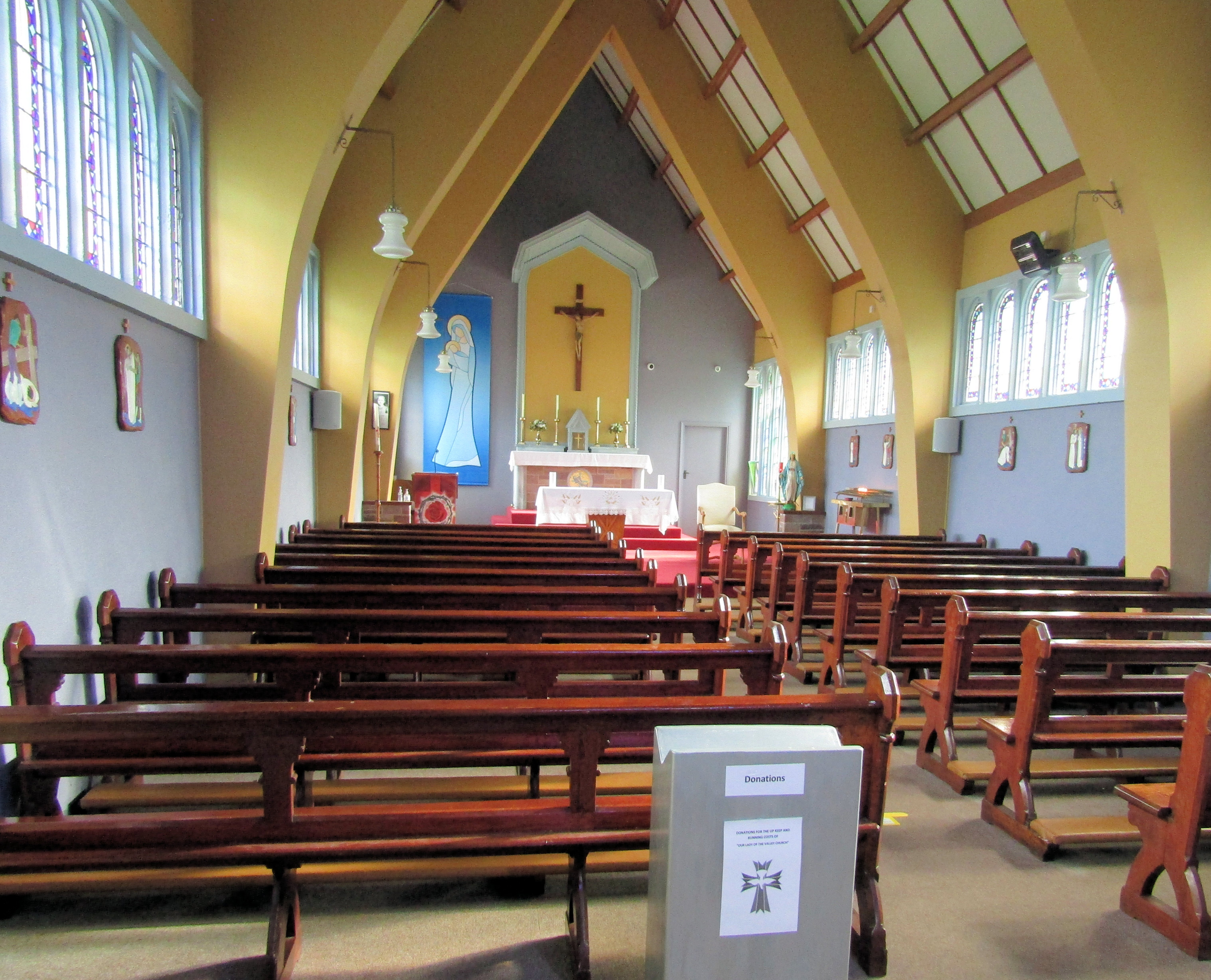
Innenansicht

## Belege
1. ↑  Black Valley auf www.logainm.ie (irisch)
2. ↑  Wortherkunft auf www.logainm.ie/en/ (englisch, irisch)
3. ↑  Strom und Telefon auf www.irishexaminer.com (englisch)
4. ↑  Kirche Our Lady of the Valley (englisch)